# Арнотт, Джеффри
Уильям (У.) Джеффри Арнотт (англ. William (W.) Geoffrey Arnott; 17 сентября 1930, Бери, Ланкашир — 1 декабря 2010) — британский филолог-классик, эллинист. Специалист по древнегреческой драме. Доктор философии (1960), профессор греческого языка и литературы Лидского университета (1968—1991), член Британской академии (1999).

## Биография
В 1940—1947 годах учился в средней школе Бери. Обучался классике в кембриджском Пембрук-колледже, который окончил в 1952 году (первоклассный бакалавр искусств — впоследствии оксбриджская степень магистра искусств).
Степень доктора философии получил в Кембридже в 1960 году за диссертацию по Алексиду.
В 1960—1963 годах — лектор классикии в кембриджском Королевском колледже. В 1963—1967 годах — преподаватель классики в Ньюкаслском университете.
В 1968—1991 годах — профессор греческого языка и литературы Лидского университета, затем — эмерит-профессор.
Супруга Вера, три дочери.

## Основные труды
- Birds in the ancient world from A to Z, 2007
- Alexis: a commentary, 1996
- Menander, Plautus, Terence, 1975
- Menander, (3 vols) 1979, 1996 and 2000